# Prey (2007)
Prey ist ein US-amerikanisch-südafrikanischer Thriller aus dem Jahr 2007 von Darrell James Roodt, der gemeinsam mit Beau Bauman und Jeff Wadlow das Drehbuch schrieb. In den Hauptrollen sind Bridget Moynahan, Peter Weller und Carly Schroeder zu sehen.

## Handlung
Tom Newman, ein Wasserkraftingenieur, kommt mit seiner Familie nach Südafrika, um beim Bau eines Staudamms zu helfen. Seine Tochter Jessica hat mit den Folgen der Scheidung ihrer Eltern zu kämpfen und kommt mit ihrer Stiefmutter Amy nicht zurecht. Am nächsten Morgen machen Amy, Jessica und ihr Bruder David mit dem Ranger Brian eine Pirschfahrt. Währenddessen geht Tom seiner Arbeit am Damm nach. Da David dringend eine Pinkelpause braucht, hält Brian mit dem Jeep, greift sich sein Gewehr und begleitet David zu einem nahe gelegenen Baum. Dort stoßen sie auf einen Löwen und zwei Löwinnen, die sich gleich auf Brian stürzen. Dadurch gelingt es David, zum Jeep zu flüchten. Da Brian die Autoschlüssel bei sich hatte, sitzen sie nun im Auto fest.
Zurück in der Lodge wird Tom über das Verschwinden seiner Familie informiert. Er versucht, den Jäger Crawford zu kontaktieren und ihn darum zu bitten, den Suchtrupp nach seiner Familie anzuführen. Dieser weigert sich allerdings, da er eine Big-Five-Safari organisiert. Am nächsten Tag fährt Tom persönlich zu Crawford und es gelingt ihm, gegen eine hohe Bezahlung seine Dienste einzufordern. David findet nun die Schlüssel von Brian. Amy versucht die Rückfahrt zu meistern, allerdings erleidet sie schon bald einen Unfall. Der Regen der vergangenen Nacht verwischte alle Spuren, sodass sich Toms und Crawfords Suche als schwierig herausstellt. Amy, Jessica und David, die im kaputten Auto Unterschlupf gefunden haben, hören ein Ranger-Flugzeug und versuchen, auf sich aufmerksam zu machen. Allerdings scheitert der Versuch und Löwen entdecken sie. Diese werden von zwei einheimischen Jägern getötet.
Einer der Jäger führt Amy und Jessica zu einer in der Nähe befindlichen Wasserstelle. Auf ihrem Weg zurück vernehmen sie aus der Distanz Schüsse. Als sie wieder am Jeep angelangt sind, stellen sie fest, dass der zweite Jäger verschwunden ist. Sein Begleiter beginnt sofort mit der Suche nach ihm. Crawford stößt derweil auf Löwenkot und stellt fest, dass dieser erst kürzlich gefressen hat. Die Nacht bricht heran und Tom und Crawford diskutieren, wie es weiter gehen soll. In der Zwischenzeit kehrt der zweite Jäger nach seiner erfolglosen Suche nach seinem Freund zurück. Er wird getötet, als ein Löwe die Scheibe des Jeeps zerbricht und ihn aus dem Fahrzeug zerrt. Crawford und Tom stoßen am nächsten Tag auf menschliche Überreste.
Da die Spuren nachlassen, schlägt Crawford vor, am nächsten Tag Richtung Westen aufzubrechen. Das sieht Tom anders und es kommt zu einem erneuten Disput. Sie setzen ihre Fahrt fort und Amy hört ihr Auto. Sie steigt aus dem Jeep aus und beginnt zu rufen. Tom beginnt in Richtung ihrer Rufe zu laufen und wird von einer der Löwinnen angegriffen. Durch einen gezielten Schuss in ihr Herz kann Crawford sie vorher aber töten. Auf den weiteren Weg wird Crawford nun vom übrigen Rudel überwältigt. Tom schafft es zum Jeep und Amy beschließt, das restliche Benzin des Fahrzeugs zu entzünden um so die Löwen abzulenken. Der Plan geht auf und die Familie erreicht Crawfords Auto und sie fahren zurück zu ihrer Lodge. Jessica erkennt Amy nun als Mutter an.

## Produktion und Veröffentlichung
Gedreht wurde der Film in Gauteng und Limpopo in Südafrika. Der Soundtrack enthält unter anderen das Lied Awaken von Ron Brettel und Zulu Jive von der Urban Rhythm Factory. Der US-amerikanische Synthie-Pop-Künstler Tony Humecke komponierte die offizielle Musik.
Prey feierte am 3. November 2006 als Teil des American Film Market seine Premiere. Der Film wurde ab dem 30. Januar 2007 von der The Weinstein Company im nationalen Videoverleih vertrieben. In Europa erschien der Film am 10. November 2007 über Sony Pictures Entertainment im Videoverleih.

## Hintergrund
Die Menschenfresser von Tsavo inspirierten zu diesem Film.
Marius Roberts ist neben seiner Rolle als Wildhüter Brian 2006 in Nebenrollen in Number 10 und Cryptid zu sehen. Muso Sefatsa trat als Nebendarsteller 1995 in Verdammt nochmal! – Wo bleibt die Freiheit und als Statist 2003 in Der Fluch der Ahnen in Erscheinung. Jacob Makgoba verkörperte Kleinstrollen in Shark Attack (1999), Eine Frau namens Yesterday (2004) und in Faith’s Corner (2005).

## Rezeption
„Tierhorror mit realen Löwen und etlichen Action-Anteilen; ein schlichter, jederzeit vorhersehbarer Film voller Zettelkasten-Klischees.“

„Mumpitz! Da haben wir ‚Ein Herz für Tiere‘.“

Cinema beschreibt den Film inhaltlich als Treffen zwischen Cujo und Der weiße Hai nur eben „in der Wildnis“. Die im Film zu sehenden Spezialeffekte werden als simpel bezeichnet.
Paul A. Newman von PNselling schrieb in seiner Rezension: „Ein schlechter, schlechter Film mit einem coolen Konzept. Wirklich schlecht. Tatsächlich überlege ich, den Film neu zu schneiden und den Dialog zu ändern und ihn in „Prey, Pray, Pway“ umzubenennen und es als Komödie zu veröffentlichen, weil dieser Film wirklich sehr, sehr nahe daran ist, urkomisch zu sein“.
Im Audience Score auf Rotten Tomatoes hat der Film beim Publikum eine Wertung von nur 23 %. Bei den Kritikern erreicht er auf dem Tomatometer nur 17 %. In der Internet Movie Database hat der Film bei über 8.000 Stimmenabgaben eine Wertung von 4,7 von 10,0 möglichen Sternen.